# NS 3100
De serie NS 3100 was een serie goederentreinstoomlocomotieven van de Nederlandse Spoorwegen (NS) en diens voorganger Hollandsche IJzeren Spoorweg-Maatschappij (HSM).
Als vervolg op de goederentreinlocomotieven 71-73 uit 1877 bestelde de HSM nog eens 26 goederentreinlocomotieven bij Borsig in Berlijn, welke tussen 1879 en 1883 werden geleverd. Ten opzichte van de 71-73 kregen deze locomotieven een groter roosteroppervlak en een hogere stoomspanning, waarmee een bijna twintig procent hogere trekkracht werd bereikt.
| HSM nummer | Naam        | Fabrieksnummer Borsig | NS nummer | In dienst | Uit dienst | Bijzonderheden                                                                                             |
| ---------- | ----------- | --------------------- | --------- | --------- | ---------- | --- |
| 83         | Visschery   | 3701                  | 3101      | 1879      | 1929       | |
| 84         | Veeteelt    | 3702                  | 3102      | 1879      | 1931       | |
| 85         | Scheepvaart | 3703                  | 3103      | 1879      | 1925       | |
| 86         | Justitie    | 3727                  | 3104      | 1880      | 1927       | |
| 87         | Onderwijs   | 3728                  | 3105      | 1880      | 1927       | |
| 88         | Vervoer     | 3729                  | 3106      | 1880      | 1926       | |
| 101        | Wetenschap  | 3764                  | 3107      | 1881      | 1925       | |
| 102        | Marine      | 3765                  | 3108      | 1881      | 1925       | |
| 103        | Geneeskunst | 3766                  | 3109      | 1881      | 1926       | |
| 104        | Stoomwezen  | 3767                  | 3110      | 1881      | 1931       | |
| 105        | Stoomvaart  | 3768                  | 3111      | 1881      | 1932       | |
| 106        | Vrede       | 3769                  | 3112      | 1881      | 1926       | |
| 107        | Oorlog      | 3770                  | 3113      | 1881      | 1926       | Ontspoorde op 3 september 1899 nabij Rotterdam. Ontspoorde op 30 januari 1912 na aanrijding nabij Haarlem. |
| 108        | Bliksem     | 3821                  | 3114      | 1882      | 1926       | |
| 109        | Donder      | 3822                  | 3115      | 1882      | 1929       | |
| 110        | Orkaan      | 3823                  | 3116      | 1882      | 1925       | |
| 111        | Rhijn       | 3856                  | 3117      | 1882      | 1930       | |
| 112        | Schelde     | 3857                  | 3118      | 1882      | 1927       | |
| 113        | IJssel      | 3858                  | 3119      | 1882      | 1926       | |
| 114        | Lek         | 3859                  | 3120      | 1882      | 1932       | |
| 115        | Waal        | 3860                  | 3121      | 1882      | 1926       | |
| 149        | Spaarne     | 3952                  | 3122      | 1883      | 1932       | |
| 150        | Vecht       | 3953                  | 3123      | 1883      | 1927       | |
| 151        | Eem         | 3954                  | 3124      | 1883      | 1925       | |
| 152        | Berkel      | 3955                  | 3125      | 1883      | 1932       | |
| 153        | Schie       | 3956                  | 3126      | 1883      | 1928       | |

Bij de samenvoeging van het materieelpark van de HSM en de SS in 1921 kregen de locomotieven van deze serie de NS-nummers 3101-3126. Tussen 1925 en 1932 werden de locomotieven afgevoerd.